# Horovce (Košice)
|  | No s'ha de confondre amb Horovce (Trenčín). |

Horovce és un poble i municipi d'Eslovàquia. Es troba a la regió de Košice, a l'est del país. El 2017 tenia 832 habitants.

## Història
La primera referència escrita de la vila data del 1347.

## Demografia
| Godina             | 1994 | 2004  | 2014   | 2024   |
| ------------------ | ---- | ----- | ------ | ------ |
| Nombre de persones | 875  | 896   | 859    | 879    |
| Diferència         |      | +2,4% | −4,12% | +2,32% |

| Godina             | 2023 | 2024   |
| ------------------ | ---- | ------ |
| Nombre de persones | 869  | 879    |
| Diferència         |      | +1,15% |